# Les Loups (film, 1955)
Pour les articles homonymes, voir Les Loups.
Pour plus de détails, voir Fiche technique et Distribution.
Les Loups (狼, Okami) est un film japonais réalisé par Kaneto Shindō et sorti en 1955.

## Synopsis
Cinq agents d'assurances, trois hommes et deux femmes, embauchés à l'essai comme démarcheurs pour vendre des assurances-vie, sont menacés de licenciement pour n'avoir pas réalisé le plan de vente de l'entreprise. Payés à la commission, tous vivent dans des conditions sociales très précaires.
Akiko Yano et Tomie Fujibayashi sont veuves de guerre et doivent élever seules leurs enfants. Yoshikawa, un ancien scénariste héberge la famille de son gendre au chômage et Mikawa, un ancien ouvrier d'une usine automobile ayant perdu son emploi après un accident qui lui a mutilé la main, peuvent à peine nourrir leur famille. Harashima, un employé de banque licencié pour ses activités syndicales, vit un mariage malheureux avec une femme qui refuse de divorcer sans indemnité.
En désespoir de cause, ils décident de cambrioler un transport d'argent postal sur son trajet quotidien. Le coup est réussi et les membres du groupe sont surnommés « les loups » dans la presse. Tomie Fujibayashi se suicide avec ses deux enfants tandis que les autres membres du gang sont arrêtés les uns après les autres.

## Fiche technique
- Titre original : 狼 (Okami?)
- Titre français : Les Loups
- Réalisation : Kaneto Shindō
- Scénario : Kaneto Shindō
- Photographie : Takeo Itō
- Montage : Yoshitama Imaizumi
- Décors : Takashi Marumo
- Musique : Akira Ifukube
- Société de production : Kindai Eiga Kyōkai
- Pays de production :  Japon
- Langue originale : japonais
- Format : noir et blanc — 1,33:1 — 35 mm — son mono
- Genre : drame
- Durée : 127 minutes (métrage : quatorze bobines - 3 288 m[1])
- Date de sortie :
  - Japon : 3 juillet 1955[1]

## Distribution
- Nobuko Otowa : Akiko Yano
- Sanae Takasugi : Tomie Fujibayashi
- Taiji Tonoyama : Yoshiyuki Mikawa
- Kin Sugai : Fumiyo Mikawa, sa femme
- Jun Hamamura : Harashima
- Yoshiko Tsubouchi : Tomoko Harashima, sa femme
- Ichirō Sugai : Fusajiro Yoshikawa
- Yuriko Hanabusa : la femme de Fusajiro
- Tsutomu Shimomoto : Takahashi, le gendre de Fusajiro
- Miwa Saitō : la fille de Fusajiro, la femme de Takahashi
- Eijirō Tōno : Tetsugoro Kamimori, président de Tōyō Seimei
- Masao Mishima : directeur, employé de Tōyō Seimei
- Masao Shimizu : directeur, employé de Tōyō Seimei
- Kinzō Shin : Hideo Yamamoto, un agent d'assurance
- Jūkichi Uno : médecin, employé de Tōyō Seimei
- Eitarō Ozawa (crédité sous le nom de Sakae Ozawa) : M. Hashimoto, employé de Tōyō Seimei, chef d'équipe du bureau d'Ikebukuro
- Tanie Kitabayashi : Mme Machida, employée de Tōyō Seimei, cheffe d'équipe du bureau d'Ikebukuro
- Kō Mihashi (ja) : employé de Tōyō Seimei
- Hatae Kishi (ja) : une enseignante
- Yasushi Nagata (ja) : inspecteur de police
- Shin Date : inspecteur de police
- Akitake Kōno : inspecteur de police
- Bokuzen Hidari : propriétaire d'une blanchisserie
- Tomoko Naraoka : infirmière
- Masami Shimojō (ja) : le policier au passage à niveau
- Sanae Nakahara (ja)
- Tamae Kiyokawa (ja)
- Kikuko Hanaoka (ja)
- Kyōko Asagiri (ja)
- Fudeko Tanaka (ja)